# Santi Francesco e Matteo (Nápoly)
A Santi Francesco e Matteo egy nápolyi templom. A 14. században alapították a hozzá tartozó kórházzal együtt. Először 1370-ben építették újra, majd a 17. század során Sersale érsek megbízásából, így az eredeti épület formája teljesen megváltozott. Belsőjét kazettás mennyezet díszíti. A templomban őriznek néhány középkori (15. századi) szobrot is, feltehetően a Bertini testvérek alkotásait.

## További információ
- A Wikimédia Commons tartalmaz Santi Francesco e Matteo témájú kategóriát.